# 뉴욕 (잡지)
《뉴욕》(영어: New York)은 미국 뉴욕주 뉴욕의 잡지로, 사회, 문화, 정치 등 사회 전반에 다룬다. 격주로 발행된다. 1968년 밀턴 글레이저와 클레이 펠커가 〈더 뉴요커〉와 대항하기 위해 설립하였으며, 뉴 저널리즘의 한 언론 매체로 자리매김하였다.